# Ashbrookinae
Ashbrookinae es una subfamilia de foraminíferos bentónicos de la familia Placentulinidae, de la superfamilia Discorboidea, del suborden Rotaliina y del orden Rotaliida. Su rango cronoestratigráfico abarca desde el Bajociense (Jurásico medio) hasta la Actualidad.

## Clasificación
Ashbrookinae incluye a los siguientes géneros:
- Ashbrookia
- Eupatellinella
- Paalzowella †
- Paleopatellina †
- Patellinella
- Pseudopatellinella †
- Subpatellinella

Otro género considerado en Ashbrookinae es:
- Exopatellina, aceptado como Ashbrookia